# 덕수천2로
덕수천2로(Deoksucheon2-ro)는 경기도 고양시 덕양구 동산동(행정동 창릉동) 384에서 경기도 고양시 덕양구 창릉동 MBN 미디어센터 앞을 잇는 도로이다.

## 연혁
- 2012년 6월 8일: 도로명으로 덕수천2로를 고시
- 2013년: 삼송지구 개발로 신설 개통

## 주요 경유지
경기도
- 고양시 덕양구 (창릉동)

## 주요 건물 및 시설
- 창릉초등학교 (경기도 고양시 덕양구 덕수천2로 118)